# Kroatische Democratische Boerenpartij
De Kroatische Democratische Boerenpartij (Kroatisch: Hrvatska Demokratska Seljačka Stranka, HDSS) is een politieke partij in Kroatië.

## Ivo Lončar
De partijleider is Ivo Lončar, een populaire televisienieuwsverslaggever. Hij werd gekozen als lid van de lijst van de Kroatische Boerenpartij om tussen 2000 en 2003 zitting te nemen in het Parlement. Daarna verliet hij de partij en werd hij een onafhankelijke vertegenwoordiger. Tijdens de parlementsverkiezingen in 2003 was hij lijsttrekker op de HDSS en twee andere kleinere partijen waardoor hij zijn zetel in het Kroatische parlement wist te behouden. De alliantie kreeg in totaal 1% van de stemmen en daarmee 1 van de 151 zetels.
Regeringspartijen:

Kroatische Democratische Unie · Kroatische Volkspartij-Liberaal Democraten · Kroatische Sociaal-Liberale Partij

Kroatische Seniorenpartij · Onafhankelijke Democratische Servische Partij

Overige partijen:

Kroatische Partij van Rechten · Kroatische Boerenpartij · Istrische Democratische Assemblee · Sociaaldemocratische Partij van Kroatië · Alliantie van Primorje · Gorski Kotar · Kroatische Democratische Boerenpartij · Democratisch Centrum · Liberale Partij · Kroatisch Democratisch Centrum · Democratische Prigorje-Zagreb Partij · Međimurje Partij · Zagorje Democratische Partij · Slavonië-Baranja Kroatische Partij · Kroatisch Blok · Kroatische Christelijke Democratische Unie · Kroatische Partij van Rechten 1861 · Kroatische Pure Partij van Rechten · Kroatische Werkelijke Renaissance · Socialistische Arbeiderspartij van Kroatië · Servische Volkspartij · Sociaal Democratische Actie van Kroatië

Politieke partijen van etnische minderheden:

Democratische Unie van Hongaren van Kroatië · Duitse Volksunie - Nationale Associatie van Donau-Zwaben in Kroatië

Onafhankelijke Democratische Servische Partij · Partij voor Democratische Actie van Kroatië